# 영광서초등학교 월산분교
영광서초등학교 월산분교는 전라남도 영광군 법성면 용성월산로 471 (월산리)에 있었던 분교이다.

## 연혁
- 1964년 11월 1일 진량국민학교 월산분교장 개설
- 1971년 9월 7일 법성동국민학교로 승격
- 1984년 6월 28일 병설유치원 개원
- 1994년 9월 1일 분교장으로 격하(영광서국민학교 월산분교)
- 1996년 3월 1일 영광서초등학교 월산분교
- 1996년 9월 1일 폐교